# Бискра
Бискра (на арабски: بسكرة) е град с едноименна община в Североизточен Алжир. Той е административен център на околия Бискра и на област Бискра.

## География
Намира се на около 400 км югоизточно от столицата гр. Алжир и 100 км северозападно от ез. Шот Мелрир. Градът е разположен на 87 м н.м. в района на Зибаните (Хълмовете на Заб, смесени с оазиси); наричан е Царица на Зибаните и Врата към пустинята.
Населението на градската агломерация е 204 661 жители, а на общината е 205 608 души (преброяване, 14 април 2008).

## История
В началото на 12 век Бискра става столица на полунезависимата държава Заб. През 13 век тези земи попадат под властта на династията на Хафсидите, завоювани са от Османската империя (1552), после от войските на Франция (1844).

## Икономика
Областта на Бискра (особено около гр. Толга) е най-големият и най-известният производител на фурми в страната. Развита е преработвателната промишленост.
През града преминават автомобилни пътища и железопътни линии, има летище. Развит е лечебният туризъм благодарение на мекия климат през зимата и наличието на находища на сяра, използвани за лечение на ревматизъм и кожни заболявания.